# Роччелла водорослевая
Роччелла водорослевая, или водорослевидная, или водорослеобразная (лат. Roccella phycopsis), — реликтовый атлантико-средиземноморский вид лишайников.

## Описание
Таллом кустистый, 2-5 (10) см высотой, светло-серый или кремовый. Веточки угловато округлые, слегка морщинистые, прямостоячие или поникающие, усеяны белыми соралями. Размножается исключительно вегетативно — соредиями.

## Распространение и экология
Распространён в Европе (Средиземноморье, Британские острова, Крымский и Абрауский полуострова), Западная Азия, Северная и Южная Африка, Северная и Южная Америка, Австралия.
Эпифит, эпилит, мезофит-ксеромезофит. Произрастает на выходах известняковых и силикатных горных пород, прибрежных скалах, изредка — на коре можжевельника.

## Охрана
Вид внесён в Красные книги Украины, России и некоторых субъектов России:
- Республика Крым (охраняется в Карадагском и Опукском заповедниках, заказнике «Новый Свет»)[2];
- Краснодарский край (охраняется в заповеднике «Утриш»)[3].

## Синонимы
- Lichen fucoides Dicks. (1790) non Neck. (1771)
- Lichen phycopsis (Ach.) Ach. (1813)
- Parmelia phycopsis Ach. (1804)basionym
- Roccella fucoides auct. non Vain. (1901) — Роччелла фукусовидная
- Roccella pygmaea Durieu & Mont. (1847)